# Mahá-pradnyá-páramitá-szútra
A Mahá-pradnyá-páramitá-szútra (kínai: 摩訶般若波羅蜜多經, pinjin: Móhē Bōrě Bōluómìduō Jīng, Nagy bölcsesség tökéletessége szútra) enciklopédikus pradnyápáramita szövegek gyűjteménye volt, amelyet általánosan Nágárdzsunának tulajdonítanak, és amelyet a kínai Hszüan-cang és segítői fordítottak le kínai nyelvre. Úgy is szokás nevezni, hogy a 25 000 soros bölcsesség tökéletessége szútra (Panycsa-avinszatiszáhaszriká pradnyá-páramitá-szútra).

## A Hszüan-cang-féle fordítás
A 7. században Hszüan-cang a Mahá-pradnyá-páramitá-szútra három másolatával tért vissza Kínába indiai utazásaiból. Egy fordítócsoporttal állt neki a fordításoknak 660-ban. A munkákhoz mindhárom szútrát használták a források biztonságosabb felhasználása érdekében. Tanítványai buzdítására Hszüan-cang készített egy rövidített változatot is, amely a mahájána iskola alapvető filozófiai művévé vált.
Évszázadokkal később Buddha Fogereklye templom és múzeum (angol rövidítése: BTRTS) híres kalligráfusok részvételével csoportot szervezett, hogy készítsék el a Mahá-pradnyá-páramitá-szútra latin betűs átiratát. A 600 kötegből álló Hszüan-cang-féle fordítást 10 331 papírlapra írták le.

## A szútra eredete
Az indo-tibeti hagyományokban a leghosszabb Bölcsesség tökéletessége szútra (Sataszáhaszriká pradnyá-páramitá-szútra, wylie: Shes-rab-kyi pha-rol-tu phyin-pa stong-pa brgya-pa) 100 000 sorból áll. Ez a szútra egy kategóriába tartozik a Szív szútrával, amelyben a fő téma a bölcsesség tökéletessége, illetve a további öt tökéletesség, amelyeket a bódhiszattvák gyakorolnak a buddhaság elérése érdekében.
A hagyományok szerint ezt a szútrát Sákjamuni Buddha négy helyszínen (Gridhrakuta (vagy „Keselyű-csúcs”) Rádzsgírban, Srávasztí, Paranirmitavasavartin és Veluvana (Bambusz kert)) 16 gyűlés alkalmával mondta el hallgatóságának.
A tientaj iskola alapítója, Cse-ji szerint Buddha 49 évig tartó tanítói tevékenysége öt fő korszakra osztható fel. Az első az Avatamszaka-szútra korszaka, a második a Mrigadava és az ágama szútrák korszaka, a harmadik a Vaipulja szútra időszaka, a negyedik a pradnyá szútra korszaka és a legutolsó a Szaddharma-pundarika szútra korszaka. A pradnyá korszak önmagában több mint húsz évig tartott. Ezeket a tanításokat gyűjti össze a Mahá-pradnyá-páramitá-szútra, amely 600 fejezetből tevődik össze.